# 홍성공업고등학교
홍성공업고등학교(洪城工業高等學校)는 대한민국 충청남도 홍성군 결성면 읍내리에 있는 공립 고등학교이다.

## 학교 연혁
- 1981년 1월 23일 : 결성고등학교로 남.여 9학급 인가
- 1981년 3월 23일 : 결성고등학교로 개교
- 1994년 3월 1일 : 결성공업고등학교로 교명 변경
- 2004년 3월 1일 : 홍성공업고등학교로 교명 변경
- 2012년 7월 2일 : 학칙 변경 (기계과 3학급, 전기과 6학급, 특수학급 1학급 총 10학급 인가)
- 2025년 1월 7일 : 제42회 졸업식 44명(누계 4,420명)
- 2025년 3월 1일 : 제24대 김익수 교장 부임
- 2025년 3월 4일 : 제45회 입학식 43명(기계 10명, 전기 33명)

## 설치 학과
- 기계과
- 전기과

## 참고 자료
- 홍성공업고등학교 - 한국교육학술정보원 학교알리미